# 中尾碩志
中尾碩志（1919年12月1日—1977年12月9日）為日本的棒球選手，出生於三重縣伊勢市。他曾效力於日本職棒東京讀賣巨人等，守備位置為投手，1957年退休，生涯通算191勝。